# みんなのテンホウ
みんなのテンホウは、長野県諏訪市に本社工場を構える株式会社テンホウ・フーズが展開する、長野県諏訪地域発祥のラーメンチェーンである。

## 概要
信州のソウルフードとして、長野県内に33店舗を展開する、ご当地ラーメンチェーン。地元では通常テンホウと呼ばれる。
諏訪地方発祥の為、諏訪地方（辰野町、岡谷市、下諏訪町、諏訪市、茅野市、富士見町）に、店舗の約半数（15店舗）が集中している。

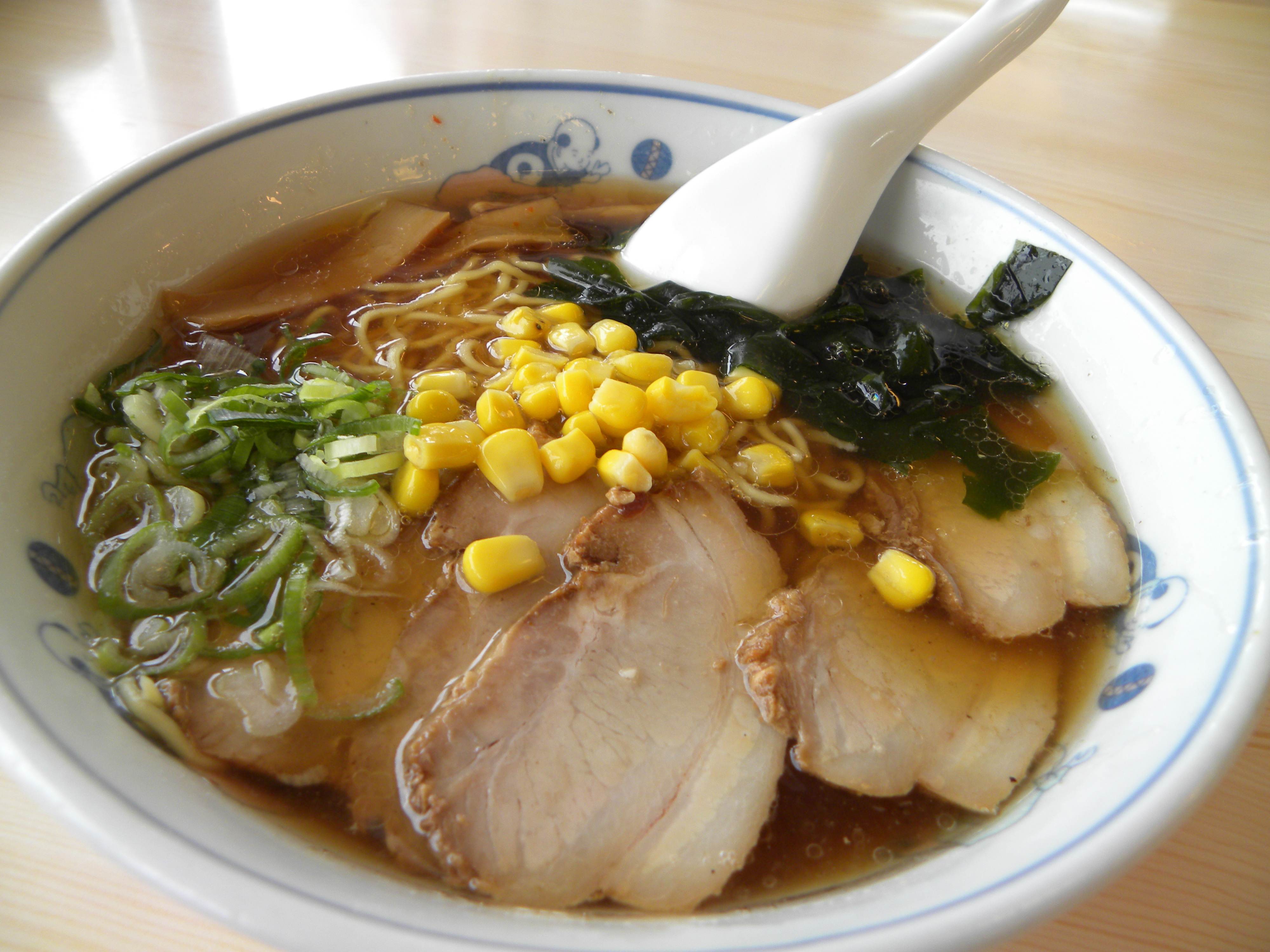
テンホウのチャーシューメン

（2020年5月現在）

## 年表
- 1939年（昭和14年） - 「百代（ももよ）おばあちゃん」が、前身である「天宝　鶴の湯旅館」を、諏訪郡上諏訪町の温泉街に開業。
- 1956年（昭和31年） - 旅館業から業態転換。「餃子菜館」を、諏訪市上諏訪末広町に開業。
- 1973年（昭和48年） -「百代おばあちゃん」から、息子である大石孝三郎（初代社長）が事業を引き継ぎ。「テンホウ・フーズ」へ改名。

## 店舗
- 小布施町
  - 小布施店
- 長野市
  - 若槻大通り店
  - 長池Mウェーブ前店
  - 篠ノ井店
- 上田市
  - イオン上田店
- 大町市
  - 大町店
- 安曇野市
  - 穂高店・カインズ豊科店
  - 堀金店
- 松本市
  - 松本追分店
  - 松本梓川店
  - 松本渚店
  - 南松本店
  - 松本並柳店
  - 山形店（イオンタウン信州山形内）
- 塩尻市
  - 塩尻店
- 岡谷市
  - 岡谷 長地店
  - 岡谷 南宮店
  - 岡谷 丸山橋店
- 下諏訪町
  - 下諏訪 湖浜店
- 諏訪市
  - 諏訪 城南店
  - 中華そばてんほう 城南店
  - 諏訪市 福島店
  - 諏訪インター店
- 茅野市
  - 塚原店
  - 茅野スポーツ公園店
  - 茅野豊平店
  - 茅野市 米沢店
- 富士見町
  - 富士見店
  - 富士見桜ヶ丘店
- 辰野町
  - 辰野店
- 伊那市
  - 伊那北店

長野県内に33店舗あり（2020年5月現在）

## その他
- テンホウの名前は、前身である旅館の名称（天宝　鶴の湯）に由来している
- マスコットキャラクターである鶴の「てんつるくん」も、この旅館名に由来している
- 一部店舗は「中華そば　てんほう」として運営
- 餃子菜館の開業前、百代おばあちゃんは東京・歌舞伎町の「餃子会館」で修業。餃子、チャーメン、タンメンはこの修業で会得した創業当時からの味。
- 諏訪市出身、オリエンタルラジオの藤森慎吾は、テンホウのチャーメン（炒麺）好きであることを公言している　（日本テレビ「誰だって波瀾爆笑」　2019年9月15日放送）
- 2016年
  - タカチホとのコラボ「ポテトチップス テンホウ監修やみつきになる餃子味」発売
- 2019年
  - 焼きたて屋とのコラボ「タコメン」期間限定発売
  - 三四六「テンホウのうまさの秘密を探れ！」等YouTube松山三四六チャンネルで配信[5]
- 2020年
  - 下嶋兄とコラボ「信州で絶大な人気のテンホウギョーザを自宅で調理して感動した【長野盛り上げ】」をYouTubeで配信[6]
  - 吉本実憂主演映画「透子のセカイ」プロモーションコラボ
  - 八幡屋礒五郎 とのコラボオリジナル七味唐辛子発売
- 2021年
  - 越後製菓とのコラボふんわり名人「ふんわりずらぁテンホウメン風」発売
- 2022年
  - ローソン・サンヨー食品とのコラボカップラーメン「テンホウメン」発売
- 2023年
  - ローソンと共同開発したチルド「胡麻を引き立てたタンタンメン」を関東エリアで発売
- 2024年
  - ドン・キホーテ安曇野インター店オープン記念コラボ